# 上海金汇通用航空
上海金汇通用航空（英語：Shanghai Kingwing General Aviation，新三板：871099，简称：ST金汇）是一家总部位于中国上海的通用航空企业，主要经营直升机运营服务，以直升机航空医疗救援和直升机代管为重点。
金汇通航在中国28个省区市开设分公司，拥有55个基地，初步建成全国化的航空救援网络。

## 机队
| 机型    | 数量 | 备注      |
| ------- | ---- | --------- |
| AW119Kx | 33   |           |
| AW109   | 13   |           |
| AW139   | 15   |           |
| 合计    | 61   | 含2架代管 |